# A Onda dos Sonhos 2
Blue Crush 2 (No Brasil e em Portugal; A Onda dos Sonhos 2) é um filme de aventura e drama de 2011, sequência de A Onda dos Sonhos de 2002, tendo sido lançado diretamente em vídeo. O enredo não tem relação com o filme original, e os atores do original não aparecem nesta sequência. Este filme é estrelado por Sasha Jackson, Elizabeth Mathis, Ben Milliken, Sharni Vinson e foi dirigido por Mike Elliott. resenhas do filme eram geralmente negativa.

## Sinopse
Depois de olhar através do diário de sua mãe morta cheia de fotos de seu tempo surfando na África do Sul, Dana (Sasha Jackson) decide deixar a Califórnia para viajar para lá e surfar em todos os lugares que sua mãe fez, bem como Jeffreys Bay, onde sua mãe sempre quis surfar, mas nunca fez. Dana deixa, enquanto seu pai (Gideon Emery) é afastado por causa de uma viagem de negócios a escolher fazer uma escultura de madeira com ela. Em sua viagem de avião, ela conhece Grant (Chris Fisher) e ele diz a ela para procurá-lo, se ela estiver em sua área. Após o desembarque Dana fica em um ônibus indo para a praia e é seguido por um homem que tentou levar sua mochila. Quando ele tenta sentar-se ao lado dela, ela chama a uma menina em torno de sua idade que só embarcou no ônibus dizendo que ela senta-se. Pushy (Elizabeth Mathis) se apresenta e eles vão surfar juntos depois Dana coloca a mochila em um armário. Na água eles se encontram com Tara (Sharni Vinson), uma surfista de roupa Roxy. Depois de alguns confrontos com Pushy e Dana bate Tara em uma onda. Uma próxima onda Tara faz Dana quebrar sua prancha que era sua mãe e não pode ser substituído.
Uma vez de volta na praia Dana descobre que seu armário foi arrombado e de seu dinheiro e escultura em madeira (pertencente a sua mãe) foram roubados. Pushy leva uma deprimida Dana de volta ao seu lugar, um grupo de cabanas na praia, onde ela e outros surfistas vivem. Tara também mora lá e continua a ser a intenção de Dana. Dana atende Tim (Ben Milliken) lá e ele leva imediatamente um gosto para ela. Depois de um cochilo, há uma festa naquela noite e, enquanto Tim está tentando falar com Dana ela vê Grant do avião e dançam e se beijam. No dia seguinte, ela fala sobre sua mãe e como ela quer tirar fotos de si mesma em todos os mesmos lugares que sua mãe fez. Tara aposta seus cem dólares que ela não será capaz de fazê-lo e insistente concorda em viajar com Dana em sua "odisséia". Grant lhes permite emprestar seu caminhão em troca de trabalhar em seu restaurante. Como eles estão prestes a sair, Tim dá a Dana uma câmera Polaroid de modo que as imagens vão ser o mesmo e sua prancha que ele vai reparar. Depois de cada destino de surf voltan para a casa de praia e logo há apenas Jeffreys Bay (J-Bay) a esquerda, onde Dana vai realizar o sonho de sua mãe e Pushy vão para a equipe Roxy.
Enquanto aguardava o tempo certo para sair para J-Bay, Dana trabalha e um dia ela pensa que vê o homem que roubou seus pertences. Ele está conversando com Grant, mas o mesmo lhe diz que não conhece o homem. Naquela noite, Dana e Pushy viagem para a parte da cidade e Pushy quer ir dançar. Embora Dana é confrontado por um homem que roubou seus pertences e ela e insistente segui-lo e encontrar o caminhão de Grant cheio de presas de elefante. Os homens persegui-los e eles mal fugir. Pushy então fica com raiva de Dana e diz que ela é perigosa e por conta própria vai para a equipe J-Bay. Depois de sua briga Dana rasga para baixo todas as fotos da odisseia da parede. Na manhã seguinte, a polícia chegou com tratores para derrubar a cabana de praia ilegal onde vivem. Depois de sair, Dana e Pushy se reconciliam. Tim recebe o seu ônibus de trabalho e eles decidem que todos irão conduzir a J-Bay. No ônibus Tim tem as imagens da odisseia que ele salvou da demolição e ele e Dana crescer mais. Uma noite, enquanto todos estão reunidos em torno de um fogo Dana e Tim sair e ele canta-lhe uma canção que ele escreveu para ela e eles se beijam.
Enquanto isso, o pai de Dana encontra seu passado e vem para a África do Sul à procura dela. Ele acaba no demolido cabana de praia e é dito que eles foram para J-Bay para que ele voa lá para encontrá-la. O pai de Dana, em seguida, descobre onde encontra-la e eles ficam brigam. Enquanto Tim e Pushy vão consolá-la se deparam com uma festa na praia que Grant e Tara estão. Tim enfrenta Grant sobre as presas de elefante (Tim trabalha com os elefantes) e entrar em uma briga que Tim ganha. No dia seguinte Pushy tenta sair para o Roxy equipe de surf e ganha com esse movimento aéreo 360 que Dana foi ensiná-la. Tara põe de lado suas diferenças e parabeniza-la. Tara também retorna a escultura de madeira para Dana que ela encontrou entre as coisas de Grant. Que o pai de Dana volta a noite e depois de fazer se ela lhe mostra as fotos de sua odisséia e dá-lhe a escultura em madeira. Eles, então, ir para a praia e soltar as cinzas de sua mãe para fora a escultura (uma urna). No dia seguinte, Dana vai surfar na J-Bay, que tem muito grandes ondas e é o clube de garotos. Uma vez lá fora Grant recebe os caras para deixá-la ficar e depois de ser esmagado em sua primeira onda e tem um grande passeio com Tim, agressivo, e seu pai olhando para ela. Eles, então, tirar uma foto juntos e seu pai diz que está orgulhoso dela e que sua mãe seria muito. O filme termina com Dana e toda a gente de volta no ônibus cantando "All Star". 

## Elenco
- Sasha Jackson como Dana
- Elizabeth Mathis como Pushy
- Ben Milliken como Tim
- Sharni Vinson como Tara
- Chris Fisher como Grant
- Gideon Emery como Joel (Pai de Dana)
- Rodger Halston como Cowboy